# Нечас, Мартин
Ма́ртин Неча́с (чеш. Martin Nečas; род. 15 января 1999, Нове-Место-на-Мораве) — чешский хоккеист, нападающий клуба НХЛ «Колорадо Эвеланш». Чемпион мира 2024 года в составе сборной Чехии.

## Игровая карьера
Начал заниматься хоккеем в детской секции клуба «Ждяр-над-Сазавою». По ходу сезона 2014/15 набрал в юниорской лиге 71 очко и был приглашён в «Комету», выступавшую в Экстралиге. Вскоре после перехода был переведён из команды U16 в U18, и в сезоне 2015/16 стал победителем юниорской лиги Чехии.
Летом 2016 года был выбран на ярмарке юниоров КХЛ «Трактором» под общим десятым номером. Сам Мартин отметил, что это участие в драфте происходило без его ведома, и он не связывает свою ближайшую хоккейную карьеру с какими бы то ни было клубами КХЛ, хотя и рад высокой позиции на выборе.
9 сентября 2016 года в первой же встрече нового сезона 2016/17 сыграл первый матч на профессиональном уровне за основную команду против клуба «Злин», попав в первую тройку нападения с Мартином Эратом и Мареком Квапилом. Всего за «Комету» в своём первом сезоне провёл суммарно 51 встречу, в том числе 10 матчей плей-офф, набрал в них 44 очка и помог команде одержать победу в чемпионате, одолев в финальной серии либерецкий «Били Тигржи» 4:0. Также 2 апреля 2017 года принял участие в одном матче плей-офф первой чешской лиги за клуб «Горацка Славия», что, однако, не уберегло клуб от поражения в серии от пражской «Славии».
23 июня 2017 года был выбран в 1-м раунде драфта НХЛ клубом «Каролина Харрикейнз» под 12-м номером. Сезон 2017/18 провёл на родине, снова став чемпионом Чехии в составе «Кометы». Перебравшись за океан, почти весь первый сезон играл в АХЛ, за фарм-клуб «Каролины» «Шарлотт Чекерс». За «Каролину» он провёл только 7 игр, забросив 1 шайбу, 16 октября 2018 года в проигранном матче с «Тампой». В 4-м сезоне подряд Нечасу удалось стать чемпионом: набрав за сезон 65 очков (в том числе 13 очков в плей-офф) Мартин помог «Шарлотт» выиграть Кубка Колдера.
Сезон 2019/20 начал в НХЛ, забросив шайбу уже в стартовом матче сезона. 15 октября 2019 года забросил свою первую победную шайбу в НХЛ, ставшую единственной в матче с «Лос-Анджелес Кингз». 23 декабря провёл свой лучший матч в НХЛ на тот момент, набрав 4 очка (2+2), но его яркая игра не помогла «Каролине», уступившей «Торонто Мейпл Лифс» со счётом 6:8.
8 февраля 2024 года в игре против «Колорадо Эвеланш» сделал первый хет-трик в НХЛ, забросив три шайбы подряд в первом периоде.
Неоднократно привлекался к играм сборной Чехии различных возрастов, приняв в 2017 году участие сначала в молодёжном, а затем в юниорском чемпионате мира. В 2018 году был участником взрослого чемпионата мира. С юниорской сборной Чехии в 2016 году становился победителем Мемориала Ивана Глинки.
25 мая 2024 года в полуфинале чемпионата мира в Чехии набрал 4 очка (1+3) в мачте против команды Швеции (7:3). Чехия вышла в финал чемпионата мира впервые с 2010 года. В финале чехи обыграли Швейцарию со счётом 2:0 и стали чемпионами мира.
В сезоне 2024/25 набрал за «Каролину» 55 очков (16+39) в 49 матчах при показателе полезности +4.
24 января 2025 года в результате трёхстороннего обмена с участием «Чикаго Блэкхокс» перешёл вместе с Джеком Друри и тремя выборами на драфте в «Колорадо Эвеланш», «Каролина» получила Микко Рантанена, Тэйлора Холла и Нильса Юнтропа.

## Достижения

### Командные
- Победитель Мемориала Ивана Глинки 2016
- Чемпион Экстралиги 2017 и 2018
- Обладатель Кубка Колдера 2019
- Чемпион мира 2024

### Личные
- Лучший новичок Экстралиги 2017
- Лучший бомбардир (11 очков) и ассистент (8 передач) молодёжного чемпионата мира 2018

## Статистика
| Легенда | Легенда                    | Легенда | Легенда                   | Легенда | Легенда    |
| ------- | -------------------------- | ------- | ------------------------- | ------- | ---------- |
| И       | Количество проведённых игр | Штр     | Штрафное время            | +/−     | Плюс-минус |
| Г       | Голы                       | П       | Голевые передачи          | О       | Очки       |
| -       | Статистика неизвестна      | —       | Статистика не учитывалась |         |            |